# Biblia Hebraica Stuttgartensia
La Biblia Hebraica Stuttgartensia (en latín, que significa « Biblia hebrea de Stuttgart »), abreviada a petición de los editores mismos como « BHS », es el título de una edición de la Biblia en idioma hebreo publicada por la sociedad bíblica alemana, la Deutsche Bibelgesellschaft, en Stuttgart (Alemania). 

## Autoridad de la versión
La Biblia Hebraica Stuttgartensia es la última completa edición enteramente revisada de la tercera edición de la Biblia Hebraica de R. Kittel (de 1937) basada en el texto del manuscrito bíblico que se encuentra en la biblioteca pública de San Petersburgo (el llamado « Códice de Leningrado », clasificado bajo el número B 19a). Bajo el auspicio de la Sociedad bíblica alemana, la BHS se publicó en fascículos entre los años 1967 a 1976 y en un solo tomo en 1977 en Stuttgart, de ahí que se llame Biblia de Stuttgart o «Stuttgartensia». Es una edición que ha sido ampliamente difundida al ser considerada tanto por judíos como por cristianos como una edición fiable de los escritos sagrados hebreos y arameos (la «Tanaj» en la terminología judía, el «Antiguo Testamento» en la terminología cristiana) y es muy usada entre los eruditos tanto para el estudio como para base de traducción a otros idiomas.

## Características de la edición
El contenido del texto de la BHS es una copia más o menos exacta del texto masorético tal como se registra en el mencionado Códice de Leningrado. La BHS es fiel al texto base, al reproducirlo tal cual, incluso con los errores de los escribas. Sólo se separa del original en que los libros de Crónicas fueron colocados hasta el final, que es donde están en otras biblias hebraicas, pero que en el Códice preceden a los Salmos. Sin embargo, el libro de los Proverbios conserva el mismo lugar que en el Códice (después de Job), pero este orden es diferente al de las otras biblias hebraicas. La BHS añade además los silluq y los méteg incluso allí donde el Códice de Leningrado los omite. Asimismo las marcas «פ» y «ס» que dividen el texto en secciones.

## Características de la presentación del texto
Ahora bien, en cada página de la BHS el texto se distribuye de la siguiente manera: al centro el texto masorético, junto a este pero al margen, se localiza la masora parva, y en la parte inferior las referencias a la masora magna, debajo de la cual se escribió el aparato crítico que contiene las referencias a los códices y a las versiones. Evidentemente el formato de la página obliga a abreviar la información, por lo que para consultar la masora magna se debe consultar por separado.
Las abreviaturas y las siglas del aparato crítico y de las referencias de la masora se explican después del prólogo (escrito en varios idiomas, incluido el español) bajo los títulos: « Sigla et compendia apparatuum » y en el « Index siglorum et abbreviationum masorae parvae ». A este respecto quizá más útil todavía resulte el « Clavis abbreviationum » (o « An English and German Key to the Latin Words and Abbreviations and the Symbols of Biblia Hebraica Stuttgartensia ») que preparó el profesor Dr. H. P. Rüger, de Tubinga, en el cual se traducen los términos latinos al inglés y al alemán.
A decir de los editores, la BHS presenta las siguientes ventajas: 
- Primera, el texto hebreo es bien legible y relativamente grande (aunque no puede decirse eso con respecto a la masora parva);
- Segunda, el aparato crítico ha sido modificado y este omite ahora la discutible distinción entre las «alternativas simples y sin importancia» por una parte, y las «modificaciones textuales reales» por otra;
- Tercera, dado que los colaboradores consideraron el nuevo material que se había acumulado durante el transcurso de las ediciones anteriores, la BHS presenta los avances del método de la investigación de la historia del texto.

Por eso, esta edición trata de ser más sintética, más clara y contiene menos errores que la edición previa de R. Kittel.

## Siguiente edición
Se trata, sin embargo, de un trabajo que está en curso para alcanzar una quinta edición, que se llamará « Biblia Hebraica Quinta », no antes del año 2010.
Sin embargo se publicó la quinta edición de la BHS en 1997. Trae revisado el texto de B19A, el segundo apartado crítico y la masora allí donde existían errores evidentes

## Usada en otras traducciones
Se empleó la edición de 1977, para preparar el aparato de notas de la edición de 1984 en inglés de la Traducción del Nuevo Mundo de las Santas Escrituras.